# Zachary Bell
Zachary Michael Bell (conocido como Zach Bell; Whitehorse, 14 de noviembre de 1982) es un deportista canadiense que compitió en ciclismo en las modalidades de pista, especialista en la prueba de ómnium, y ruta.
Ganó dos medallas de plata en el Campeonato Mundial de Ciclismo en Pista entre los años 2009 y 2012.
Participó en dos Juegos Olímpicos de Verano, ocupando el séptimo lugar en Pekín 2008 en la carrera por puntos y el octavo lugar en Londres 2012 en el ómnium.

## Medallero internacional
| Campeonato Mundial | Campeonato Mundial    | Campeonato Mundial | Campeonato Mundial |
| Año                | Lugar                 | Medalla            | Competición        |
| ------------------ | --------------------- | ------------------ | ------------------ |
| 2009               | Pruszków (Polonia)    | Medalla de plata   | Ómnium             |
| 2012               | Melbourne (Australia) | Medalla de plata   | Ómnium             |

## Palmarés

### Palmarés en ruta
2007
- 3.º en el Campeonato de Canadá Contrarreloj
- 2.º en el Campeonato Panamericano Contrarreloj

2008
- 3.º en el Campeonato de Canadá Contrarreloj

2009
- Fitchburg Longsjo Classic
- 3.º en el Campeonato de Canadá Contrarreloj

2010
- 2.º en el Campeonato de Canadá Contrarreloj

2011
- 3.º en el Campeonato de Canadá en Ruta

2013
- 1 etapa del Tour de Taiwán
- 1 etapa del Tour de Corea
- Campeonato de Canadá en Ruta

2014
- Bucks County Classic

### Palmarés en pista
2006
- Medalla de bronce en el Campeonato Panamericano de Ciclismo en Pista en persecución

2008
- Medalla de oro en el Campeonato Panamericano de Ciclismo en Pista en Madison (haciendo pareja con Svein Tuft)
- Medalla de oro en el Campeonato Panamericano de Ciclismo en Pista en Ómnium
- Campeón de Canadá en la carrera a los puntos (haciendo pareja con Svein Tuft)

2009
- 2.º en el Campeonato Mundial Omnium

2010
- Medalla de bronce en los Juegos de la Mancomunidad en scratch

2012
- 2.º en el Campeonato Mundial Omnium